# 박기욱
박기욱(한국 한자: 朴起旭, 1978년 12월 22일 ~ )은 대한민국의 전 축구 선수이며, 포지션은 미드필더였다.

## 축구인 경력
부상 등으로 인해 비교적 일찍 선수 생활을 정리하고 지도자의 길을 가게 되었다.
이후 울산 현대의 유스팀에서 오랫동안 지도자 생활을 이어갔으며 2015년에는 현대고등학교 축구부의 감독직을 맡게 되었다. 박기욱 감독이 울산 현대의 유스팀 지도자로 있으면서 많은 현대고 출신 선수들을 배출했다. 대표적으로 강동혁, 김건웅, 김규형, 김대희, 김민준, 김도현, 김재성, 김현우, 문정인, 민동환, 박정인, 박규현, 박하빈, 서주환, 설영우, 오세훈, 안재준, 오인표, 윤경원, 윤민호, 유원종, 이경운, 이기혁, 이상민, 이상헌, 이상혁, 이동경, 이재원, 이형경, 장시영, 장재원, 장효준, 전성진, 최준, 최강민, 홍창범, 홍현석, 황재환 등의 여러 선수들이 있다. 대부분이 울산 현대 뿐만 아니라 한국 국가대표와 한국 축구계에서 중요한 역할을 하는 선수들이다.
최근 한국 지도자들이 선수 육성보다 당장의 실적을 더 우선시 하는 문제로 인해 비판을 받기도 하는데 박기욱 감독의 경우는 선수들 육성과 현대고 감독으로 부임 후 사상 최초 왕중왕전 우승과, 부임 3년차에는 5관왕을 하는 등 선수 육성과 성적 모두에서 좋은 결과를 이끌어냈다. 그리고 2017년 박 감독의 이러한 결과를 인정해 2017 대한축구협회 올해의 지도자상을 수상하였다.

## 수상 내역
- 대한축구협회 시상식 올해의 지도자상: 2017

## 참고 자료
- 박기욱 현대고 감독 “나는 복 많은 지도자